# Гецо Неделчев
Гецо Неделчев Кънчев (Ильо) е български партизанин от Трънския отряд, деец на БКП в Русенски и Разградски окръг.

## Памет
На 2 септември 1969 г. е обявен за почетен гражданин на Разград по повод 25-тата годишнина от 9 септември 1944 г.
Днес едно от селата, в които Гецо Неделчев развива активна дейност, носи неговото име. С указ № 8866/обн. 5 януари 1948 г. село Борисово се преименува на село Гецово.